# Marie Ptáková
Marie Ptáková, rozená Marie Bursová (18. ledna 1873, Vlkava u Mladé Boleslavi – 25. ledna 1953 Česká Kamenice), byla česká herečka.

## Život
V roce 1891, ve svých osmnácti letech, byla angažována spolu se svojí sestrou Františkou k divadelní společnosti Vendelína Budila v Plzni. V letech 1893–1895 získala angažmá v Národním divadle v Brně. V období 1909 až 1941 byla členkou souboru Vinohradského divadla. Hostovala i v dalších divadlech, včetně Národního divadla v Praze.
Od roku 1918 vystupovala v němém i zvukovém filmu a za 30 let vytvořila kolem 50 rolí. Ve filmu, hrála většinou role matek, babiček, tetiček ale hrála i chůvy nebo bytné. Z němých filmů, stojí za zmínku matka Tylová, ve filmu Josef Kajetán Tyl (1925). Ze zvukových filmů, stojí za zmínku nafoukaná kněžna Sofie ve filmu Srdce za písničku (1933), nemocná matka Budilová ve filmu Studentská máma (1935), laskavá paní Lorencová ve filmu Karel Hynek Mácha (1937), ve filmu Krb bez ohně (1937), hrála Matyldu Kodymovou, matku hlavní hrdinky filmu, v podání Hany Vítové. Vrchní sestru v porodnici, která vymění po narození novorozeňata, hrála ve filmu Píseň lásky (1940), zápornou postavu vdovy Jedličkové, hrála ve filmu Paličova dcera (1941), zahrála si i hospodyni Vlasty Buriana, Fanynku, ve filmu Zlaté dno (1942). Po válce hrála již jen ve třech filmech, epizodku ve filmu Řeka čaruje (1945), ve filmu Jan Roháč z Dube (1947) hrála chůvu Elišku, a zcela naposled si zahrála v krátkém filmu Nerozumím (1947), kde si zahrála domovnici Petrákovou.
Do roku 1948, ještě občas vystupovala na různých přednáškách nebo jako recitátorka na různých kulturních akcích. Po tomto datu, odjela k dceři Miladě, která tehdy bydlela v Chříbské v okrese Děčín, Marie Ptáková, pak zemřela v nedaleké České Kamenici. Je pochována se synem Zdenkem a dcerou Miladou ve společném rodinném hrobě na pražském Vinohradském hřbitově.

### Rodinný život
Jejím manželem byl operní pěvec Bohumil Pták (1869–1933), se kterým se seznámila již v Budilově společnosti. Sňatek se konal 1. srpna 1892 v Plzni. Manželé Ptákovi měli syna Dalibora (1894–1960), klavíristu a operetního zpěváka , dále syna Zdeňka a dceru Miladu provd. Jedličkovou . Manželství však skončilo na počátku 20. let rozvodem, bývalý manžel se pak ještě jednou oženil.

## Citát
| „                  | Maminka – paní Marie Ptáková, snad nejlepší představitelka všech maminek na jevišti, zatím jsem ve své zkušenosti lepší neviděl. I když dnešní představitelky moderních matek jsou dobré, ba někdy výborné, vždycky, vzhledem k době i k módě "ženy nestárnou", jsou to víc elegantní "hacašprndy", nemají to kouzlo, kterým oplývala paní Ptáková. Byla zosobněním všeho nejhezčího, co se kdy ve slově maminka skrývalo, něhy, porozumění, tepla domova. | “ |
| — Vladimír Hlavatý | |   |

## Divadelní role, výběr
- 1914 William Shakespeare: Veselé ženy Windsdorské, Pacholíková, Divadlo na Vinohradech, režie Karel Hugo Hilar
- 1918 Alois Jirásek: Vojnarka, titul. role, Divadlo na Vinohradech, režie Václav Vydra
- 1921 D. S. Merežkovskij: Carevič Alexej, carevna, Divadlo na Vinohradech, režie Václav Vydra
- 1922 Molière: Sganarelle-Lékařem proti své vůli-Vynucený sňatek, Martinka, Divadlo na Vinohradech, režie Karel Čapek
- 1922 Fráňa Šrámek: Měsíc nad řekou, Hlubinová, Divadlo na Vinohradech, režie Jaroslav Kvapil
- 1922 Alois Jirásek: Lucerna, Klásková, Divadlo na Vinohradech, režie Jaroslav Kvapil
- 1923 Henrik Ibsen: Strašidla, Helena Alvingová, Divadlo na Vinohradech, režie Bohuš Stejskal
- 1923 Edouard Bourdet: V pravou chvíli, Paní Lartiguová, Divadlo na Vinohradech, režie Gustav Schmoranz j. h.
- 1923 Ivo Vojnovič: Maškaráda v podkroví, Paní Ane, Divadlo na Vinohradech, režie Jaroslav Kvapil
- 1924 Nikolaj Vasiljevič Gogol: Revizor, Anna A., Divadlo na Vinohradech, režie G. V. Serov
- 1926 J.K.Tyl: Paličova dcera, plátenice Šestáková, Divadlo na Vinohradech, režie Bohuš Stejskal
- 1927 K. M. Čapek-Chod: Básníkova nevěsta, kněžna, Divadlo na Vinohradech, režie Bohuš Stejskal
- 1932 Ernst Raupach: Mlynář a jeho dítě, Konrádova matka, Divadlo na Vinohradech, režie Jan Port
- 1934 Ivo Vojnovič: Smrt matky Jugovičů, babka (j. h.), Národní divadlo, režie Jaroslav Kvapil
- 1935 Alois Jirásek: Lucerna, Klásková (j. h.), Stavovské divadlo, režie Vojta Novák
- 1936 bří Mrštíkové: Maryša, Horačka, Divadlo na Vinohradech, režie Jan Bor
- 1938 Božena Němcová: Babička, titul. role, Divadlo na Vinohradech, režie Jan Port
- 1939 Jiří Mahen: Mrtvé moře, babka, Divadlo na Vinohradech, režie Bohuš Stejskal
- 1940 Patricia Hareová: Žena v bílém, Paní Doyleová, Komorní divadlo, režie František Salzer
- 1943 T. Š. Kozák: Až pokvete hořec, Jorga (j. h.), Prozatímní divadlo, režie Vojta Novák

## Filmografie, výběr
- 1918 Démon rodu Halkenů, režie Václav Binovec
- 1920 Za svobodu národa, Jiřího matka, režie Václav Binovec
- 1925 Josef Kajetán Tyl, matka, režie Svatopluk Innemann
- 1929 Varhaník u sv.Víta, abatyše, režie Mac Frič
- 1931 Karel Havlíček Borovský, Havlíčkova matka, režie Svatopluk Innemann
- 1935 Studentská máma, matka, režie Vladimír Slavínský
- 1937 Mravnost nade vše, paní Roubalová, režie Martin Frič
- 1937 Karel Hynek Mácha, bytná v Litoměřicích, režie Zet Molas (pseudonym Zdeny Smolové)
- 1938 Třetí zvonění, režie Jan Sviták
- 1939 Lízino štěstí, představená kláštera, režie Václav Binovec
- 1941 Paličova dcera, vdova Jedličková, režie Vladimír Borský
- 1942 Velká přehrada, matka Anna, režie J. A. Holman
- 1945 Řeka čaruje, host na večírku, režie Václav Krška
- 1947 Jan Roháč z Dubé, chůva Eliška, režie Vladimír Borský